# Эстрема
Эстрема (порт. Extrema) — муниципалитет в Бразилии, входит в штат Минас-Жерайс. Составная часть мезорегиона Юг и юго-запад штата Минас-Жерайс. Входит в экономико-статистический микрорегион Позу-Алегри. Население составляет 24 886 человек на 2007 год. Занимает площадь 243,099 км². Плотность населения — 94,0 чел./км².
Праздник города — 16 сентября. 

## История
Город основан в 1901 году.

## Статистика
- Валовой внутренний продукт на 2005 год составляет 892 201 000,00 реалов (данные: Бразильский институт географии и статистики).
- Валовой внутренний продукт на душу населения на 2005 год составляет 40 023,90 реалов (данные: Бразильский институт географии и статистики).
- Индекс развития человеческого потенциала на 2000 год составляет 0,781 (данные: Программа развития ООН).

## География
Климат местности: горный тропический. В соответствии с классификацией Кёппена, климат относится к категории Cwb.